# Jack Donnelly
Jack Donnelly (Bournemouth, Inglaterra; 28 de octubre de 1985) es un actor británico, más conocido por su papel de Jason Winkler en la popular serie de Nickelodeon House of Anubis y como Jasón en Atlantis.

## Biografía
Es hijo de Tony Donnelly y de Chrissie Wickham, una coreógrafa y actriz. Asistió a la  St. Catherine's Primary School en Wimborne, Dorset, y luego a la escuela St. Peter's en Bournemouth. 
En marzo de 2013 se anunció que se había unido al elenco de la serie de la BBC Atlantis en el papel principal, Jason. Algunas pistas de su personaje, como matar al Minotauro, y estar emocionalmente ligado con Ariadna, nos da razón para pensar que el personaje Jason es Teseo, hijo de Poseidón.
Es miembro y fundador del grupo de comedia de improvisación "Chuckle Duster", que lleva a cabo de vez en cuando en el este de Londres.

## Filmografía
| Año       | Título              | Papel                | Notas              |
| --------- | ------------------- | -------------------- | ------------------ |
| 2011      | House of Anubis     | Jason Winkler        | 31 episodios       |
| 2012      | Doctors             | Harry Kilber/Bennett | Episodio: Sentence |
| 2012      | Threesome           | Paul/Pull            | Episodio: Vacuum   |
| 2012      | Misfits             | White Rabbit         | Serie de TV        |
| 2013      | Dancing on the Edge | Leopold              | Serie de TV        |
| 2013-2015 | Atlantis            | Jasón                |                    |
| 2017      | A Royal Winter      | Príncipe Adrián      | protagonista       |